# Бутягин, Алексей Сергеевич
Алексе́й Серге́евич Бутя́гин (19 апреля 1881, Елец, Орловская губерния — 26 сентября 1958, Москва) — советский математик, государственный деятель в сфере образования, директор МГУ с 1934 по 1939, ректор с 1939 по 1943 год (перерыв в 1941—1942). Доктор физико-математических наук.

## Биография
Родился в Ельце Орловской губернии в семье коллежского регистратора, выпускника Орловской духовной семинарии.
В 1889—1901 годах учился в Елецкой мужской гимназии, по её окончании поступил на физико-математический факультет  Московского университета. Окончив его в 1906 году с дипломом 1-й степени, был оставлен при университете для подготовки к профессорскому званию по кафедре математики.
В августе 1917 года перешёл из партии меньшевиков в партию большевиков. В 1920 году по решению Московского комитета ВКП(б) был направлен на работу по специальности и утвержден ректором Института связи им. В. Н. Подбельского, в создании которого он принимал участие. В 1924—1929 гг. был и. о. ректора Московского высшего технического училища.
В 1934 году стал 38-м руководителем МГУ (в тот период эта должность стала, как и до начала XIX века, называться директор, однако уже с 1939 года Бутягин стал именоваться ректором МГУ).
В период руководства в московском университете был проведён ряд важных преобразований:
- В соответствии с правительственным постановлением от 16 мая 1934 года, восстанавливался исторический факультет — единственный в то время гуманитарный факультет в структуре Московского университета.
- В 1936/1937 учебном году в МГУ были впервые проведены государственные экзамены.
- В июле 1938 года организованы факультеты: геолого-почвенный и географический (на основе почвенно-географического факультета).
- 15 августа 1939 года был принят очередной «Устав Московского университета».
- 7 мая 1940 года, в ознаменование 185-летия МГУ, университету было присвоено имя его основателя Михаила Ломоносова.
- В январе 1941 года произошли изменения в юридическом положении Архива МГУ, который был переподчинён непосредственно ректору и его заместителю.
- 23 июня 1941 года Бутягин подписал приказ о перестройке научной и учебной работы университета в связи с военной обстановкой.
- В ночь на 16 октября 1941 года, во время паники в Москве, Бутягин бежал из Москвы, бросив всё. Обязанности ректора взял на себя профессор Б. П. Орлов, занявшись организацией эвакуации и став и. о. ректора. Об этом рассказал в своих воспоминаниях многолетний работник библиотеки МГУ, видный историк и краевед В. В. Сорокин (1910—2006) в книге «По Москве исторической» (М., Издательский дом ТОНЧУ, 2006, стр. 439).
- В январе 1943 года, после вынужденного годового перерыва в работе МГУ, была проведена реэвакуация его факультетов из Свердловска в Москву.

С 1944 по 1953 гг. А. С. Бутягин работал в правительственных структурах по высшему образованию.
1 апреля 1957 года вышел на пенсию.
Скончался 26 сентября 1958 года, похоронен в Москве на Новодевичьем кладбище.